# See (district)

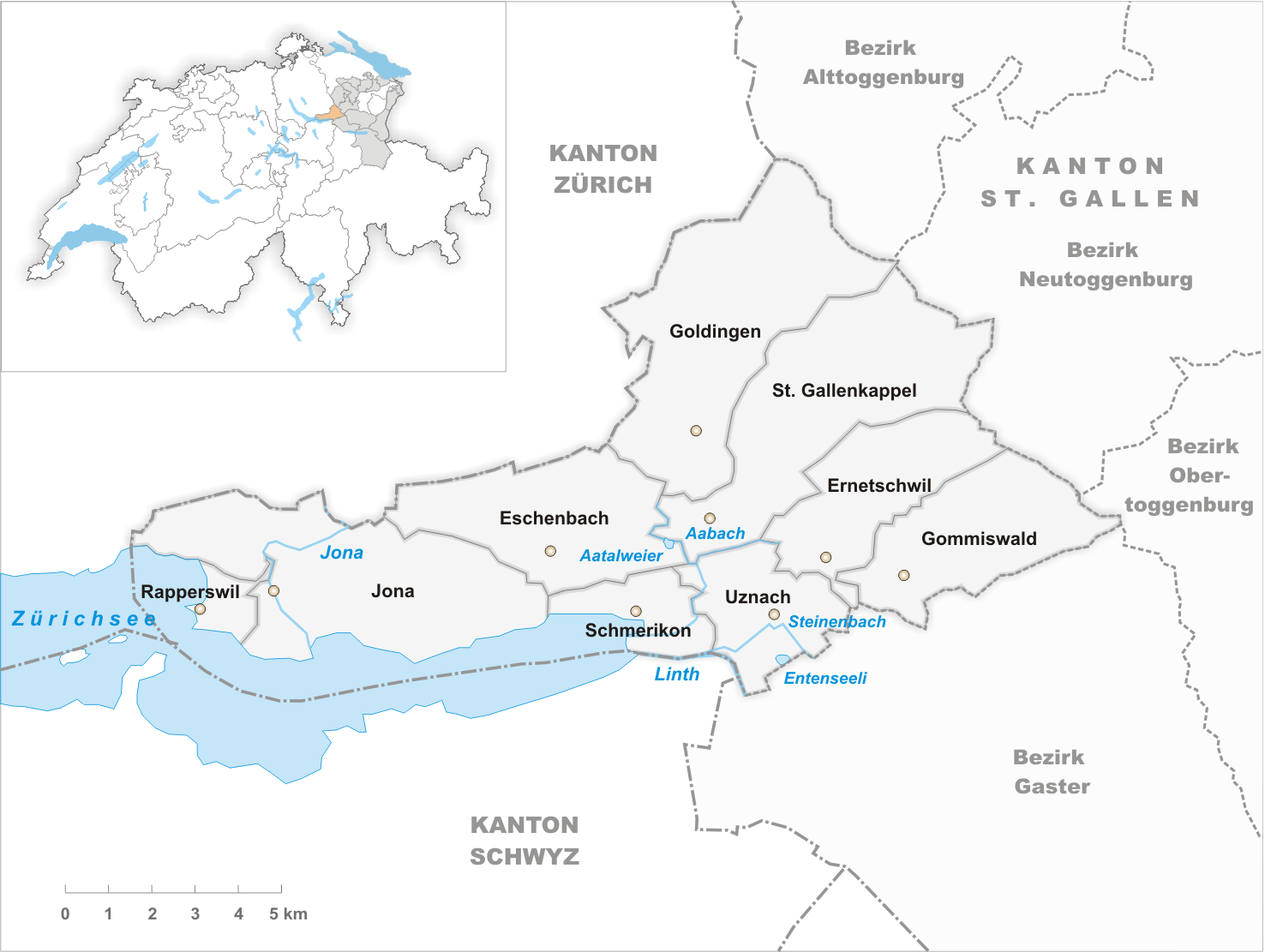
Gemeenten in See

Het district See was tot 2003 een bestuurlijke eenheid binnen het kanton Sankt Gallen in Zwitserland. Het maakt nu deel uit van het kiesdistrict See-Gaster.
Het district bevat de volgende gemeenten:
- Gommiswald
- Ernetschwil
- Uznach
- Schmerikon
- Rapperswil[2]
- Jona[2]
- Eschenbach
- Goldingen
- St. Gallenkappel